# Howe (Texas)
Howe város az USA Texas államában, Grayson megyében. Lakosainak száma 3571 fő (2020. április 1.).

## Népesség
A település népességének változása:

| 2010 | 2 600 |
| 2020 | 3 571 |